# Andaspis mackieana
Andaspis mackieana är en insektsart som först beskrevs av Mckenzie 1943.  Andaspis mackieana ingår i släktet Andaspis och familjen pansarsköldlöss. Inga underarter finns listade i Catalogue of Life.